# Bokin

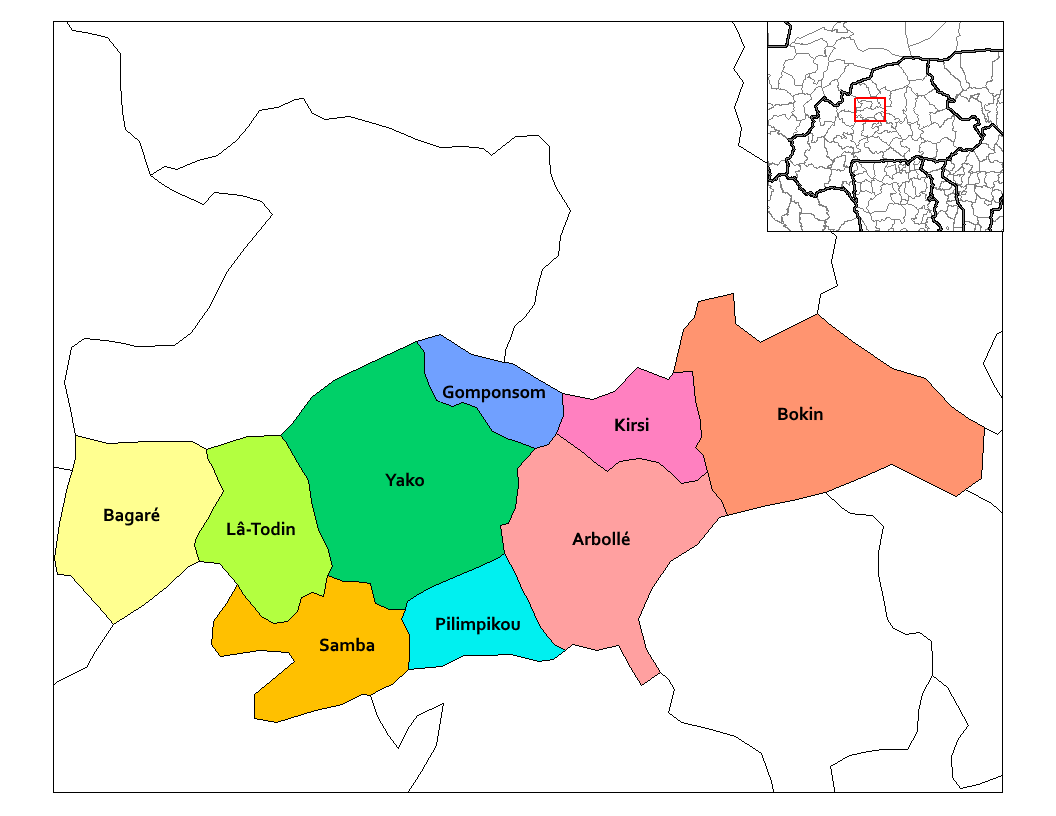
Karte der Departements der Provinz Passore in Burkina Faso

Bokin ist sowohl eine Gemeinde (französisch commune rurale) als auch ein dasselbe Gebiet umfassendes Departement im westafrikanischen Staat Burkina Faso, in der Region Nord und der Provinz Passoré. Die Gemeinde hat 54.544 Einwohner.